# Gmünd in Kärnten
Gmünd in Kärnten osztrák város Karintia Spittal an der Drau-i járásában. 2017 januárjában 2582 lakosa volt.

## Elhelyezkedése

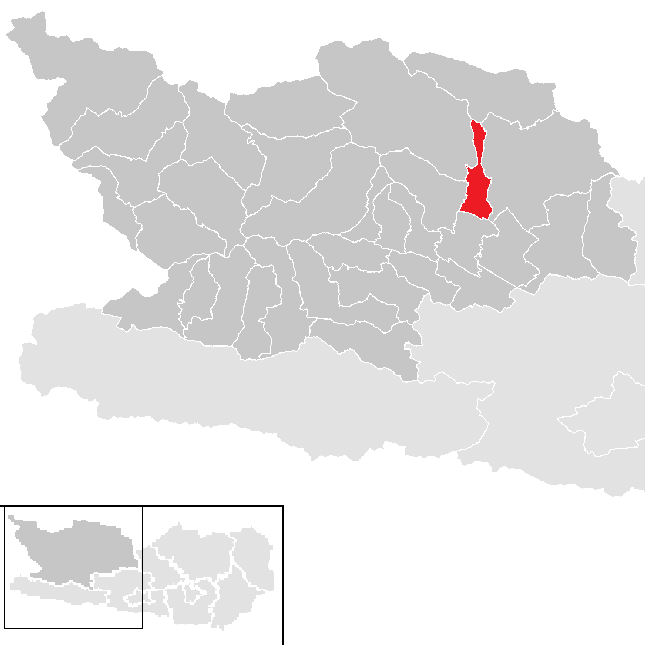
Gmünd in Kärnten a Spittali járásban

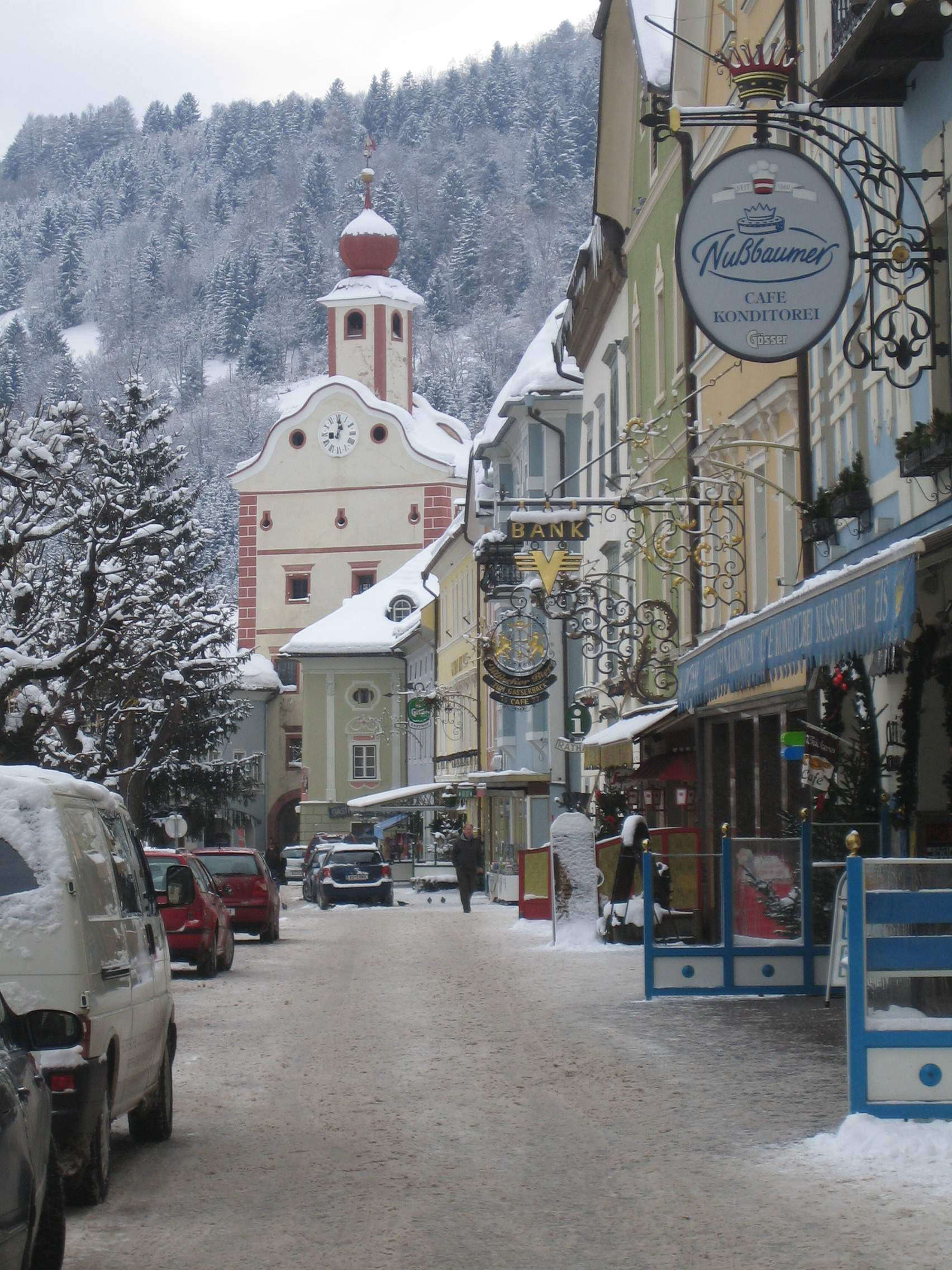
Gmünd főtere

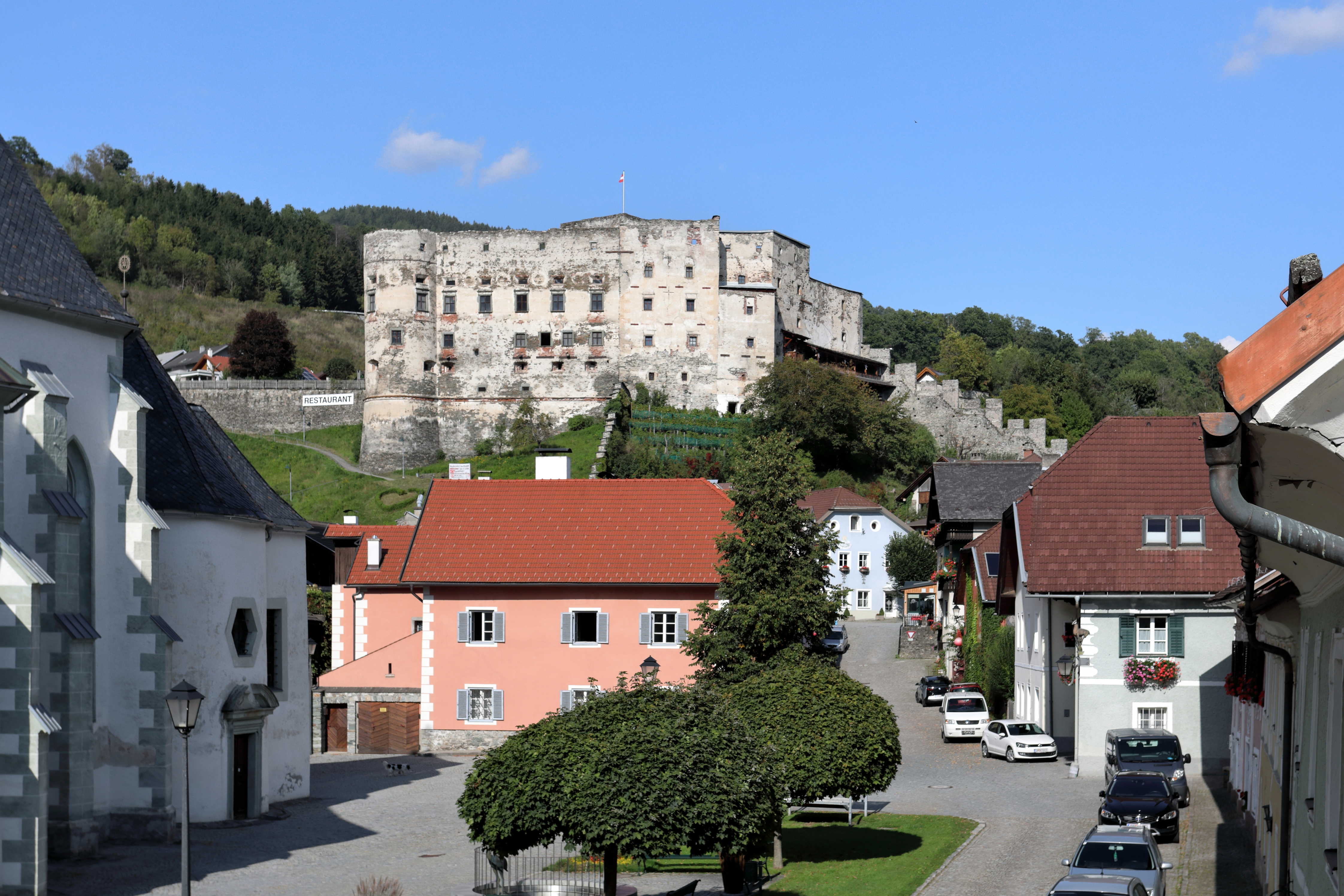
A gmündi vár

Gmünd in Kärnten Karintia északi részén fekszik a Malta és a Lieser (a Dráva mellékfolyója) találkozásánál. Nyugaton a Magas-Tauern Nemzeti Parkot, keleten a Nockberge-bioszféraparkot érinti. Az önkormányzat három katasztrális községben (Gmünd, Kreuschlach, Landfraß) 15 falut és településrészt fog össze: Burgwiese (65 lakos), Gmünd (1385), Grünleiten (94), Karnerau (51), Landfraß (204), Moos (20), Moostratte (84), Oberbuch (28), Oberkreuschlach (71), Perau (107), Platz (26), Stubeck Sonnalm (6), Treffenboden (248), Unterbuch (135), Unterkreuschlach (74).
A környező települések: északra Rennweg am Katschberg, keletre Krems in Kärnten, délre Seeboden am Millstätter See, délnyugatra Trebesing, nyugatra Malta.

## Története
A római időkben feltehetően áthaladt Gmünd területén a Dráva völgyében haladó Via Iulia Augusta főútvonalat az északra fekvő Iuvavummal (ma Salzburg) összekötő út. A történészek feltételezik hogy a mai város környékén egy pihenő- és lóváltó állomás is állt, amelynek neve azonban nem maradt fenn.
Gmünd helyén a 11-12. században előretolt erőd védelmezte a salzburgi érsek kezén levő Katschberg-hágót a karintiai herceggel szemben. A települést valószínűleg Eberhard von Regensberg (1200-1246) érsek alapította. Az oklevelekben először 1252-ben jelenik meg és 1273-ban már mezővárosként (forum et civitas) hivatkoznak rá. 1346-ban Gmünd városjogot kapott (Friesach után a második ilyen Karintiában).
1691 után húsz éven keresztül az addig az olasz Lodron család birtokában lévő várost a délebbre (a mai Seeboden területén) fekvő Sommeregg várával együtt Georg Franz Ebenhoch von Hocheneben (korábban Vichtenstein várgrófja) kormányozta.
1773-ban Gmündben hajtották végre az utolsó ausztriai törvényszéki kínvallatást Eva Faschaunerinen, akit méregkeveréssel gyanúsítottak.
Röviddel a második világháború vége előtt Ferdinand Porsche a kevéssé fenyegetett Gmündbe költöztette át a gyárát. Az üzemben készült el 1950-ben a Porsche 356 modell első szériája. Ezekre az időkre emlékeztet az 1982-ben megnyílt Porschemúzeum.

## Lakosság
A gmündi önkormányzat területén 2017 januárjában 2582 fő élt, ami némi visszaesést jelent a 2001-es 2605 lakoshoz képest. Akkor a helybeliek 97,9%-a volt osztrák állampolgár. 63,3%-uk katolikusnak, 29,7% evangélikusnak, 4,5% pedig felekezeten kívülinek vallotta magát.

## Látnivalók
- a régi kastély (gmündi vár)
- az új kastély (Lodron-kastély)
- a városfal

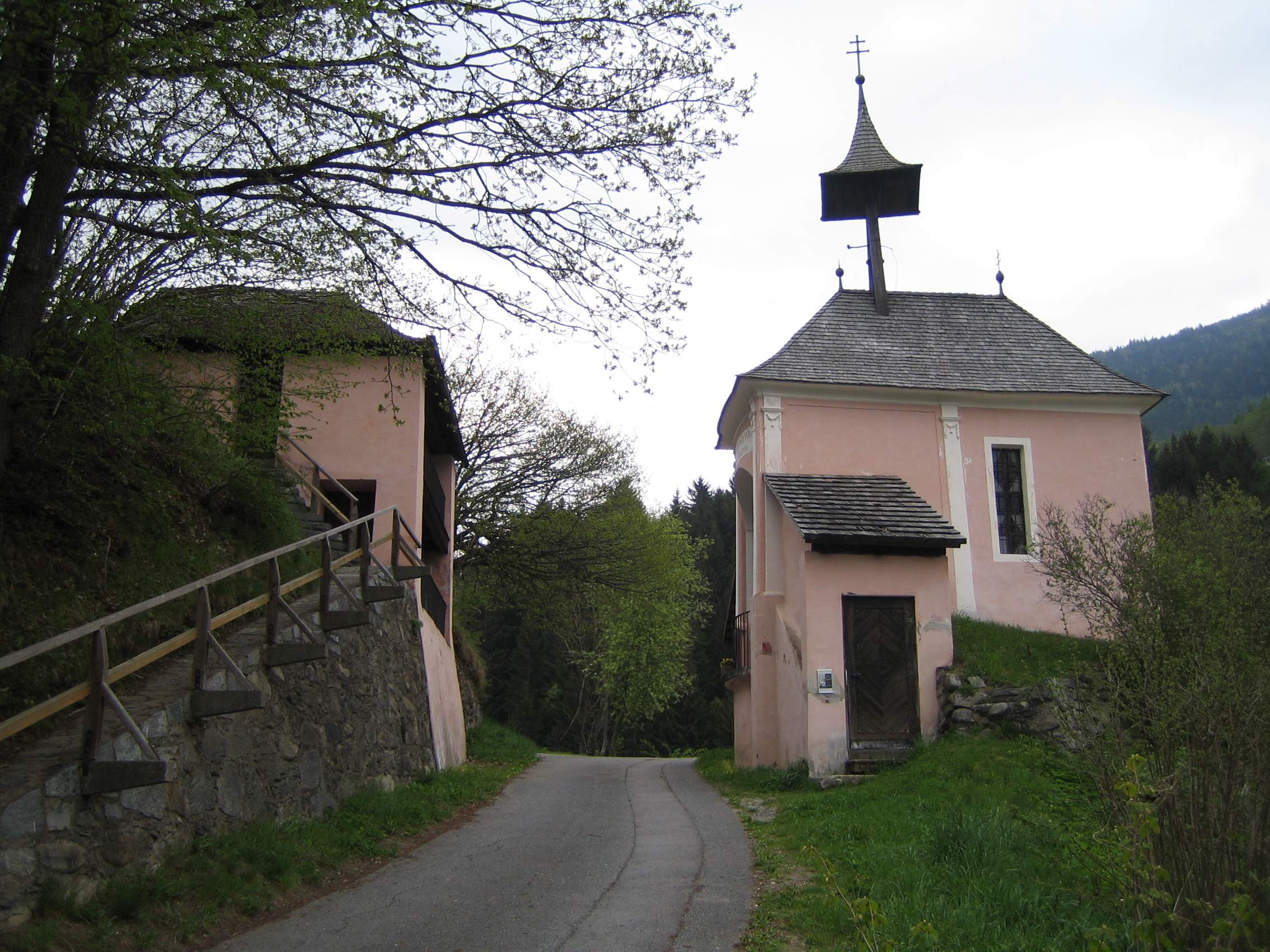
A kettéosztott Kreuzbichl-kápolna

- a gótikus-barokk Mária mennybemenetele-plébániatemplom és román stílusú, kerek csontkamrája
- a volt Antonius-ispotály, ma múzeum
- a volt Szt. Pongrác-templom. 1792-ben leégett, utána kocsiszínnek használták.
- a kettéosztott Kreuzbichl-templom
- Oberbuch temploma
- Oberkreuschlach temploma
- Porschemúzeum

## Híres greifenburgiak
- Guido Burgstaller (1989-) válogatott labdarúgó
- Arnold Jonke (1962-) olimpiai ezüstérmes evezős
- Baldur Preiml (1939-) olimpiai bronzérmes síugró

## Fordítás
- Ez a szócikk részben vagy egészben  a   Gmünd in Kärnten című német Wikipédia-szócikk ezen változatának fordításán alapul.  Az eredeti cikk szerkesztőit annak laptörténete sorolja fel. Ez a jelzés csupán a megfogalmazás eredetét és a szerzői jogokat jelzi, nem szolgál a cikkben szereplő információk forrásmegjelöléseként.